# 息もれ声
息もれ声（息漏れ声）（いきもれごえ、英語: breathy voice）あるいはかすれ音（掠れ音）（かすれおん、英: breathy sound）は発声のひとつで、声門を少し開いた状態で肺から気流を送ることにより、声帯がゆるく振動するものを言う。つぶやき声（英語: murmur）とも呼ぶ。
いわゆる有声声門摩擦音 ɦ は、実際には摩擦音ではなく、息もれ声である。

## 特徴
ラディフォギッドとマディーソンによると、息もれ声の最大の特徴は気流の量にあり、成人男子の 8 cm H2O （1 cm H2O = 約98パスカル）の声門下圧に対して、通常の声では気流の量が 120 mL/s であるのに対し、息もれ声では 500 mL/s 近くに達する。無声の場合は 1000 mL/s である。

## 国際音声記号
国際音声記号で息もれ声を表すための記号には2種類ある。
- ダイエレシスを下に置いて [a̤] のように表す。この表記法は国際音声学会の審議会により正式に採用されたという報告が1976年6月に行われている[3]。
- 小書きの ɦ を右肩につけて、[bʱ] のように表す。閉鎖の開放時に息もれ声があらわれる子音に使用する[4]。

## 例
日本語では息もれ声は音韻論的な意味を持たないが、言語によっては息もれ声が音韻的に重要である。
ヒンディー語をはじめとするインド語派の言語の多くに見られる、いわゆる「有声帯気音」は、実際には開放時に息もれ声があらわれる子音である。同様の子音はインドの他の言語であるドラヴィダ語族、ネパール語、 ネワール語、ムンダー語派、およびアフリカの多くの言語にも見られる。
上海語の語頭の「全濁音」は無声だが開放時に弱い息もれ声があり、ラディフォギッドらはこれを「slack voice」（たるみ声）と呼んで、通常の息もれ声と区別している。
グジャラート語では息もれ声の母音が出現する。
上で名前の挙げられたムンダー語派を含むオーストロアジア語族の諸言語にはレジスターという母音のグループが二項対立する体系が見られ、レジスターの一方は息もれ声を伴うものとなっている（例: ワ語の tɛ〈桃〉: tɛh〈少ない〉: tɛʔ〈地〉: tɛ̤〈桃〉: tɛ̤h〈turn〉: tɛ̤ʔ〈賭け〉）。ただし同じ語族かつレジスターの二項対立が存在するモン語のように、IPAの表記法に従っている左記のワ語と同一の書籍に収録されているにもかかわらず古い表記法（この場合は Shorto, A Dictionary of Modern Spoken Mon, London: Oxford University Press, 1962）に則り、たとえば à や ùə のようにして慣習的にアクサングラーヴで息もれ声が表記されている場合も存在する。